# جيفيرسون برينيس
جيفيرسون برينيس (بالإسبانية: Jefferson Brenes) هو لاعب كرة قدم كوستاريكي في مركز الوسط، ولد في 13 أبريل 1997 في Siquirres ‏ في كوستاريكا. شارك مع منتخب كوستاريكا تحت 23 سنة لكرة القدم ومنتخب كوستاريكا لكرة القدم. أما مع النوادي، فقد لعب مع Limón F.C. ‏.

## وصلات خارجية
- جيفيرسون برينيس على موقع قاعدة بيانات كرة القدم.إي يو (الإنجليزية)
- جيفيرسون برينيس على موقع ناشيونال فوتبول تيمز (الإنجليزية)
- جيفيرسون برينيس على موقع Soccerway.com (الإنجليزية)
- جيفيرسون برينيس على موقع عالم كرة القدم.نت (الإنجليزية)